# Парк культуры и отдыха имени М. М. Коцюбинского
Парк культуры и отдыха имени М. М. Коцюбинского или Парк Детинец (укр. Парк культури та відпочинку  імені М. М. Коцюбинського) — городской парк культуры и отдыха, расположенный в центре Чернигова на территории Деснянского района. Парк назван в честь украинского писателя и общественного деятеля Михаила Коцюбинского. Площадь — 24,25, 18,2, 24,7 га.

## История
После 1845 года на месте Черниговского Детинца и Черниговской крепости заложен парк под названием Вал (Черниговский Вал). Территорию очистили от остатков старых зданий, выровняли, спланировали аллеи, высадили деревья, но они долго не приживались. В конце 1880-х годов парк сдавали в аренду предпринимателю, что бы он высадил новые деревья, возвёл ограждение, за что получил разрешение открыть здесь ресторан. Но вскоре городская дума расторгла договор и сама стала обустраивать парк. В конце XIX — начале XX веков был построен летний кинотеатр и дом дворянского пансиона. Вдоль Вала на лафеты были установлены пушки XVIII—XIX веков, оформили Гимназическую и Соборную площади.
Кроме музейного городка в парк вошла зона массово-политической работы. В бывшем доме губернатора (мужской гимназии) разместился исторический музей. Развернулась работа по упорядочиванию парка с использованием его исторической топографии: соорудили в классических архитектурных формах временные павильоны, среди которых выделялась в панораме со стороны реки Десны полукруглая колоннада-бельведер дорийской ордена (архитектор А. М. Касьянов), которая до начала Великой Отечественной войны была излюбленным местом отдыха черниговчан.
Во время Великой Отечественной войны почти все здания на территории парка были сожжены или разрушены, были сильно повреждены зелёные насаждения. После войны развалины ряда сооружений (городского совета и горкома партии, городского партийного кабинета, средней школы имени М. Коцюбинского — бывший дворянский пансион, дом Красной армии — бывший дом дворянского собрания) были разобраны, другие же (средней школы № 2 имени В. И. Ленина — бывшая женская гимназия, исторического музея, Борисоглебского собора, соборной колокольни, коллегиума, областного государственного архива — бывший дом архиепископа) были отстроены. Возобновлены зелёные насаждения парка. Кроме того на территории парка были построены летний кинотеатр «Десна», летняя эстрада, обустроены детские площадки, установлены памятник Т. Г. Шевченко (1964 год) и памятный знак на месте дома Черниговского местного комитета партии, откуда в августе 1941 года вышла в район сосредоточенная группа из 186 человек, которая стала ядром областного партизанского соединения (1965 год), памятный знак на братской могиле советских воинов (1945 год).
На территории современного парка располагались площади Гимназическая и Соборная. В 1900 году на Гимназической площади был установлен памятник А. С. Пушкину. На Соборной площади был установлен памятник Александру II, а в 1921 году был установлен бюст В. И. Ленину на постаменте демонтированного памятника Александру II.
С 1964 года принято современное название парка.
В 2019 году начаты ремонтные работы северной периферийной части парка (3,17 га), которая примыкает к улице Преображенская. В 2020 году ремонтные работы не проводились и в то же время в парке (со стороны перекрёстка проспекта Мира и Преображенской улицы) были установлены макет древнего города и скульптурные композиции. В 2021 году была открыта после ремонта северная часть парка (вдоль Преображенской улицы) в ходе которого были обустроены аллеи и газоны, установлены новые лавочки и освещение, деревянная лестница на склоне у Черниговского коллегиума.
В 2021 году начались работы по ремонту юго-западной части парка (вдоль проспекта Мира), пушки с бастионов были временно перенесены.

## Описание
Расположен на территории исторической части Чернигова Детинец и ограничен улицами Преображенская и Музейная, проспектом Мира, а на юге склоном естественной возвышенности (в сторону улицы Подвальная и Десны). Парк имеет форму неправильного прямоугольника. В парке установлено несколько информационных стендов.
Абсолютные высоты колеблются в пределах 118-143 м над уровнем моря: наивысшая точка — юго-восточная часть парка (между зданием полковой канцелярии и домом губернатора) 143 м над уровнем моря, средняя высота бо́льшей части парка — 121-125, средняя высота юго-восточной части парка — 125-140 м над уровнем моря. 
|                                                              |                         |                                         |                                  |
| вход в парк со стороны Преображенской улицы и проспекта Мира | скульптурные композиции | скульптурная композиция                 | братская могила советских воинов |
|                                                              |                         |                                         |                                  |
| аллея, ведущая к коллегиуму                                  | аллея, ведущая к пушкам | пушки с бастионов Черниговской крепости | Памятник Тарасу Шевченко         |

На территории парка расположены памятники архитектурыː Дом Черниговского коллегиума, Дом архиепископа, Здание полковой канцелярии (дом Лизогуба), два православных храма Спасо-Преображенский собор и Борисоглебский собор. Памятники архитектуры являются частью государственного историко-архитектурного заповедника «Чернигов древний». У склона расположены 12 чугунных пушек из бастионов Черниговской крепости (16-18 вв.), поставленных на лафеты в 1911 года. Также есть памятники Т. Г. Шевченко (установлен на месте бывшей цитадели), А. С. Пушкину (демонтирован 30 апреля 2022 года), Памятник на братской могиле советским воинам-освободителям (1943), Гетману Мазепе, спорткомплекс и спортивная школа Спартак, парковый фонтан (недействующий). По окружности вала у пушек проходит одна из аллей, которая у дома Лизогуба переходит в деревянную лестницу, идущую к порту, набережной и улице Подвальной. Восточнее к парку примыкают Дом губернатора (сейчас — исторический музей) и Черниговская женская гимназия (сейчас — художественный музей).
На территории парка расположен памятник природы Многовековой дуб.
Транспорт: троллейбус № 1, 2 и автобус/марш. такси № 27, 38, 39, 44 — ост. облмуздрам театр и улица Пятницкая; троллейбус № 8 и автобус/марш. такси № 7, 30, 36 — ост. Вал и Аллея Героев.

## Природа
Имеет один из наибольших показателей видового разнообразия среди парковых территорий города. Это объясняется сочетанием природно-экологических (преимущественно эдафических, частично орографических и гидрологических) и исторических формирований этих территорий, вниманием к центральным парковым территориям города в течение XX в. со стороны ландшафтных архитекторов и служб озеленения и благоустройства города. Сравнение таксономических спектров дендрофлоры парков города Чернигова — показывает сходство их систематической структуры — значительным сходством аборигенной составляющей дендрофлоры характеризуются Городской сад и парк культуры и отдыха имени М. М. Коцюбинского. Парковая территория выступает как очаг генофонда дендрофлоры и является одним из центров рекреационной деятельности — здесь наблюдается влияние регулированной рекреации.
Здесь насчитывается 70 видов растений, в том числе 25 местных видов, из 28 семейств и 49 родов. Основу древостоя составляют 45 интродуцированных видов. Но преобладающими численно являются виды аборигенной группы растений — объясняется удачным и своеобразным сочетанием на отдельных площадях паркового ландшафта с лесными видами или с участием видов лесной группы.
Ассортимент пополнялся силами Черниговского ботанического сада, совхоза «Деснянский» и КП «Зеленбуд». Встречаются одиночные деревья культиваров видов клён остролистный (Acer platanoides L. ('Globosum')) и ива белая
(Salix alba L. ('Vitellina pendula')).